# Marstrands distrikt
Marstrands distrikt är ett distrikt i Kungälvs kommun och Västra Götalands län. 
Distriktet ligger i och omkring Marstrand. 

## Tidigare administrativ tillhörighet
Distriktet inrättades 2016 och utgörs av området som Marstrands stad omfattade fram till 1971.
Området motsvarar den omfattning Marstrands församling hade 1999/2000.